# Girardinus microdactylus
Espèce
Statut de conservation UICN

 LC  : Préoccupation mineure
Girardinus microdactylus est une espèce de poissons d'eau douce de la famille des Poeciliidae.

## Répartition
Ce poisson est endémique de Cuba.

## Description
Girardinus microdactylus peut mesurer jusqu'à 63 mm, queue non comprise, pour les femelles, et jusqu'à 33 mm pour les mâles.

## Systématique
Le nom valide complet (avec auteur) de ce taxon est Girardinus microdactylus Rivas (d), 1944.

### Étymologie
Son épithète spécifique, dérivée du grec ancien , micros, « petit » et δάκτυλος, dáktulos, « doigt », fait référence au gonopode des mâles qui ressemble à un doigt et qui est plus petit que celui des autres espèces connues du genre Girardinus..

### Publication originale
- (en) L. R. Rivas, « Contributions to the study of the Poecilid fishes of Cuba. I. Descriptions of six new species of the subfamily Gambusiinae », Proceedings of the New England Zoological Club, Cambridge (Massachusetts), vol. 23,‎ 23 septembre 1944, p. 41-53 (ISSN 0749-8934).